# Jailma de Lima
Jailma de Lima, född 31 december 1986, är en friidrottare från Brasilien. Hon deltog vid olympiska sommarspelen 2008, olympiska sommarspelen 2012 och olympiska sommarspelen 2016.